# Los Ríos, Querétaro Arteaga
Los Ríos är en ort i Mexiko.   Den ligger i kommunen Cadereyta de Montes och delstaten Querétaro Arteaga, i den centrala delen av landet, 160 km nordväst om huvudstaden Mexico City. Los Ríos ligger 2 052 meter över havet och antalet invånare är 191.
Terrängen runt Los Ríos är kuperad åt nordost, men åt sydväst är den platt. Runt Los Ríos är det ganska glesbefolkat, med 38 invånare per kvadratkilometer. Närmaste större samhälle är Ezequiel Montes, 8,1 km sydväst om Los Ríos. Trakten runt Los Ríos består i huvudsak av gräsmarker.